# Commissariat à la simplification administrative — EASI-WAL
Pour les articles homonymes, voir Simplification.
Le Commissariat EASI-WAL (EASI signifiant « E-Administration, SImplification ») résulte de la fusion du Commissariat à la simplification administrative et de Wall-On-Line. Placé sous l'autorité directe du Ministre-Président de la Région wallonne, Rudy Demotte, son siège est situé à Namur.
Sa création résulte de la Déclaration de politique régionale de 2004. Le commissariat a vocation à exercer ses missions de manière transversale entre les différents membres et services du Gouvernement wallon.

## Missions du Commissariat
Le Commissariat poursuit essentiellement quatre missions :
1. La coordination générale et transversale des actions menées par le Gouvernement wallon en matière de simplification administrative, d'informatisation des processus et d'E-gouvernement ;
2. L'exploration de toutes les opportunités de simplification et d'informatisation des procédures, d'amélioration de la lisibilité des textes dans un souci de qualité du service et de l'information vers les usagers ;
3. L'évaluation permanente de l'avancement des projets de manière à faire rapport au Gouvernement wallon et à informer les responsables administratifs concernés de leur mise en œuvre au sein des services ;
4. La direction et la gestion quotidienne du Commissariat, de ses ressources en personnel, de ses ressources budgétaires et des moyens matériels mis à sa disposition.